# Эр-Риядское соглашение
Эр-Риядское соглашение (араб. اتفاق الرياض‎) было подписано 5 ноября 2019 года в столице Саудовской Аравии между Абд-Раббу Мансур Хади, представляющим поддерживаемое Саудовской Аравией правительство Йемена, Мухаммадом ибн Заид Аль Нахайяном, представляющим ОАЭ, и Айдарусом аз-Зубейди, представляющим поддерживаемый ОАЭ Южный Переходный Совет (ЮПС). Заключение соглашения последовало за столкновениями в Южном Йемене в августе 2019 года с целью прекращения боевых действий и создания единого фронта против поддерживаемых Ираном повстанцев-хуситов, которые доминировали на севере страны.

## Подробности
Соглашение преследовало цель признание правительством Йемена легитимности ЮПС и допуска их в правительство в обмен на вывод войск ЮПС из Адена и отказ от части контроля безопасности на юге страны. Соглашение также предусматривало ряд изменений в политической ситуации в Йемене. Главным из них было изменение максимального числа министров в кабинете с 30 до 24, с указанием того, что эти должности в кабинете должны быть поровну распределены между северными и южными йеменцами Соглашение предусматривало также передислокацию как правительственных сил, так и сил ЮПС из Адена, при этом безопасность внутри города контролировалась саудовскими военными Кроме того, все военные подразделения и службы безопасности ЮПС должны были быть включены в состав министерств внутренних дел и обороны Йемена. Оно также предписывало передислокацию как правительственных сил, так и сил ЮПС из Адена, при этом безопасность внутри города должны были контролироваться саудовскими военными. Кроме того, все военные и охранные подразделения ЮПС должны были быть интегрированы в йеменские министерства внутренних дел и обороны.

## Последствия
Условия соглашения по большей части остались невыполненными и привели лишь к небольшим изменениям. Хотя данное соглашение вызвало локальное прекращение огня в муфахазе Абьян, его основные цели были почти все проигнорированы, и все сроки, указанные в соглашении, были пропущены. Через год после подписания соглашения был сформирован кабинет единства, и в двух мухафазах Шабва и Аден были назначены новые губернаторы, однако, правительственные силы и силы ЮПС не были выведены из Адена, губернаторы большинства провинций не были заменены, а военные и силовые подразделения ЮПС не были интегрированы в йеменские министерства внутренних дел и обороны. Соглашение фактически привело к фактическому разделу страны между ЮПС и йеменским правительством, что не позволило установить национальное единство, к созданию которого оно стремилось. Противоборствующие политические группировки также воспользовались прекращением огня, вытекающим из соглашения, как возможностью похитить и убить ряд своих политических оппонентов в Адене, в частности, представителей ЮПС и партии "Аль-Ислах". 1 января 2020 года ЮПС прекратил участие в совместных комитетах, работавших над реализацией соглашения, а 25 августа того же года, после повторной милитаризации мухафазы Абьян, ЮПС официально приостановил свое участие во всех переговорах, касаювшихся реализации соглашения.

## Международная реакция
- Наследный принц Саудовской Аравии Мухаммед ибн Салман Аль Сауд высоко оценил соглашение, назвав его "важной вехой на пути к политическому решению, направленному на прекращение войны в Йемене"[1].
- Организация Объединенных Наций приветствовала это соглашение, назвав его "ключевым шагом на пути к прочному политическому урегулированию конфликта в Йемене”.[11].
- Министерство иностранных дел Ирана осудило это соглашение, заявив, что “подписание подобных документов никоим образом не поможет урегулировать проблемы Йемена"[12].
- Объединенные Арабские Эмираты заявили, что они надеются, что соглашение приведет к реализации политического решения кризиса в Йемене.[13]
- Мохаммед аль-Хуси, фактический глава правительства хуситов в Сане, заявил, что соглашение не отвечает интересам йеменского народа[14].
- Представитель Южного переходного совета заявил, что соглашение представляет собой «стратегический шаг на пути к достижению проекта Южного переходного совета и его целей освобождения и независимости»[15].
- Президент йеменского правительства Абд-Раббу Мансур Хади заявил о своей поддержке соглашения и попросил Саудовскую Аравию помочь в его реализации[16].
- Верховный совет Революционного движения за мирное освобождение и независимость Юга выступил с заявлением, в котором отверг соглашение и призвал к изгнанию сил ОАЭ и Саудовской Аравии с юга страны[17].
- Human Rights Watch раскритиковали соглашение за то, что оно не решает проблемы нарушений прав человека со стороны йеменских сил безопасности[18].